# Fuerza bruta (película)
Fuerza bruta (título original en inglés: Brute Force) es una película de cine negro estadounidense de 1947 dirigida por Jules Dassin, a partir de un guion de Richard Brooks con cinematografía de William H. Daniels. Está protagonizada por Burt Lancaster, Hume Cronyn y Charles Bickford.
Esta fue una de las varias películas de cine negro realizadas por Dassin durante el período de posguerra, que incluyeron a Night and the City y The Naked City.

## Sinopsis
En una mañana oscura y lluviosa en la prisión de Westgate, los prisioneros se apiñan en una pequeña celda para ver a través de la ventana cómo Joe Collins (Burt Lancaster) regresa de su término en régimen de aislamiento. Joe está enojado y habla de escapar. El alcaide asediado está bajo presión para mejorar la disciplina. Su jefe de seguridad, el capitán Munsey (Hume Cronyn), es un sádico que manipula a los prisioneros para informarse unos a otros y crear problemas para poder infligir un castigo. El médico de la prisión a menudo borracho (Art Smith) advierte que la prisión es un polvorín y explotará si no tienen cuidado. Denuncia el enfoque de Munsey y se queja de que el público y los funcionarios del gobierno no comprenden la necesidad de rehabilitación.
El abogado de Joe lo visita y le dice que su esposa Ruth (Ann Blyth) no está dispuesta a someterse a una operación de cáncer a menos que Joe pueda estar allí con ella. Se venga de su compañero de recluso Wilson, quien a instancias de Munsey le había colocado un arma a Joe que le valió su estancia en aislamiento, organizando un ataque fatal contra Wilson en el taller de máquinas de la prisión, pero se proporciona una coartada hablando con el médico en su oficina mientras ocurre el asesinato.
Joe presiona a otro recluso, Gallagher (Charles Bickford), para que lo ayude a escapar, pero Gallagher tiene un buen trabajo en el periódico de la prisión y Munsey le ha prometido libertad condicional pronto. Sin embargo, Munsey luego instiga el suicidio de un prisionero, dando a las autoridades superiores la oportunidad de revocar todos los privilegios de los prisioneros y cancelar las audiencias de libertad condicional. Gallagher se siente traicionado y decide unirse al plan de escape de Joe. Joe y Gallagher planean un asalto a la torre de vigilancia donde pueden acceder a la palanca que baja un puente que controla el acceso a la prisión.
Mientras el plan de fuga va tomando forma, cada uno de los reclusos de la celda R17 cuenta su historia y, en todos los casos, su amor por una mujer es lo que los metió en problemas con la ley. Munsey se entera de los detalles del plan de escape de un informante, uno de los hombres de la celda R17, y la fuga sale mal. El patio de la prisión normalmente tranquilo se convierte en un motín violento y sangriento, matando a Munsey, Gallagher y al resto de los presos en la celda R17, incluido Joe.

## Reparto
- Burt Lancaster como Joe Collins.
- Hume Cronyn como Capt. Munsey.
- Charles Bickford como Gallagher.
- Yvonne De Carlo como Gina Ferrara.
- Ann Blyth como Ruth.
- Ella Raines como Cora Lister.
- Anita Colby como Flossie.
- Sam Levene como Louie Miller #7033.
- Jeff Corey como «Freshman» Stack.
- John Hoyt como Spencer.
- Jack Overman como Kid Coy.
- Roman Bohnen como Alcaide A.J. Barnes.
- Sir Lancelot como Calypso.
- Vince Barnett como Muggsy.
- Jay C. Flippen como Hodges, guardia.
- Richard Gaines como McCollum.
- Frank Puglia como Ferrara.
- James Bell como Crenshaw, convicto en imprenta
- Howard Duff como Robert «Soldier» Becker (como Howard Duff - Radio's 'Sam Spade')
- Art Smith como Dr. Walters.
- Whit Bissell como Tom Lister.

## Producción
La inspiración directa de la incesante y desesperada violencia fue la entonces reciente Batalla de Alcatraz (del 2 al 4 de mayo de 1946) en la que los prisioneros libraron una batalla desesperada de dos días en lugar de rendirse tras un intento fallido de fuga. La película tiene una serie de escenas brutales que incluyen el aplastamiento de un prisionero informante bajo una máquina de estampar y la golpiza de un prisionero atado a una silla con correas. El escritor de cine Eddie Muller escribió que «el clímax de Brute Force mostró la violencia más desgarradora jamás vista en las salas de cine».

## Recepción

### Contemporánea
El personal de la revista Variety le dio a la película una crítica positiva, escribiendo: «Un primer plano de la vida y los métodos carcelarios, Brute Force es una mezcla espectacular de melodrama de gángsters, exposición sociológica y sexo ... Los elementos de sex appeal son plausibles y realistas, bien dentro de los límites, pero siempre apuntando hacia la femme fatale. Así, Yvonne De Carlo, Ann Blyth, Ella Raines y Anita Colby son las mujeres en el 'exterior' cuyas maquinaciones, artimañas o encantos explicaron que sus hombres estuvieran en el 'interior' ... Diálogo enérgico y mordaz de Richard Brooks pinta amplios cameos a medida que cada personaje toma forma en la vida carcelaria existente. Bickford es el sabio y paciente editor de periódicos penitenciarios cuyo fiel (Levene) tiene mayor libertad para obtener 'historias' para el periódico. Cronyn es diligentemente odioso como el capitán arrogante y brutal, con su sistema de prisioneros informantes y métodos contundentes».
El crítico de cine Bosley Crowther escribió: «Al no tener un conocimiento íntimo de las prisiones o los prisioneros, no sabríamos si el convicto estadounidense promedio es tan cruelmente victimizado como los principales presos de la prisión en Brute Force, que llegó a Loew's Criterion ayer. Pero para juzgar por este melodrama de la 'casa grande', los pobres que languidecen en nuestras cárceles son maltratados miserable y brutalmente y sus carceleros son débiles o brutos ... Brute Force es fiel a su título, incluso para tomar la ley y el orden en sus propias manos. La moraleja es: no vayas a la cárcel, allí te encuentras con autoridades tan viles. Y, como observa con tristeza el médico, 'Nadie escapa jamás'».

### Retrospectiva
En 2004, el crítico Dennis Schwartz escribió: «Jules Dassin (Rififí y Naked City) dirige este drama criminal contundente pero obsoleto preocupado por las condiciones de las prisiones ... El punto clave es que el sistema penitenciario refleja los valores de la sociedad, como Dassin castiga a la sociedad por crear y luego hacer la vista gorda ante la brutalidad e insensibilidad de un sistema penitenciario que no ofrece ninguna posibilidad de rehabilitación».